# We Believe (Good Charlotte)
We Believe is een nummer van de Amerikaanse rockband Good Charlotte uit 2005. Het is de vierde en laatste single van hun derde studioalbum The Chronicles of Life and Death.
"We Believe" brengt een boodschap over van hoop en eenheid, met een tekst die aanmoedigt om vast te houden aan de liefde, gerechtigheid te zoeken en samen te werken een betere wereld. De boodschap van het nummer is volgens Good Charlotte dat 'mensen sterk staan als ze een gezamenlijk doel hebben'. Het nummer flopte in Amerika, maar werd wel een kleine hit in het Duitse en Nederlandse taalgebied. In Nederland bereikte het de 14e positie in de Tipparade.

## Tracklijst
- Cd-single

1. "We Believe" (radiomix) - 3:52
2. "The Chronicles of Life and Death" (Tommie Sunshine Radio Mix) - 3:03